# Boorabbin National Park
Boorabbin National Park är en park i Australien. Den ligger i delstaten Western Australia, omkring 420 kilometer öster om delstatshuvudstaden Perth.
Trakten runt Boorabbin National Park är nära nog obefolkad, med mindre än två invånare per kvadratkilometer..
Omgivningarna runt Boorabbin National Park är i huvudsak ett öppet busklandskap. Genomsnittlig årsnederbörd är 383 millimeter. Den regnigaste månaden är november, med i genomsnitt 56 mm nederbörd, och den torraste är februari, med 7 mm nederbörd.